# Tomba del Soldat desconegut (Varsòvia)
La tomba del soldat desconegut polonès (en polonès: Grób Nieznanego Żołnierza) es troba a Varsòvia, plaça Pilsudski.
Aquest monument recorda el sacrifici dels soldats polonesos en la Primera Guerra Mundial per a la independència de Polònia. Va ser erigit l'any 1925, sota un pòrtic, únic vestigi de l'antic Palau Saxó situat a l'extremitat est del Jardí saxó, antic jardí a l'anglesa del palau. El soldat inhumat és un combatent anònim defensor de la ciutat de Lviv (avui a Ucraïna).
La tomba del soldat desconegut és guardada per militars.
Altres dues tombes del soldat desconegut es troben a Polònia, l'una a Cracòvia i l'altre a Łódź.